# Centre Aura
Le centre Aura (en estonien : Aura Keskus) est un parc aquatique à Tartu en Estonie.

## Présentation
Le centre Aura ouvert le 1er octobre 2001.
Le centre Aura dispose de deux bassins : un bassin sportif aux dimensions de 25x50 m et un bassin pédagogique aux dimensions de 8x25 m.
Le grand bassin de 50x25 m répond aux normes internationales. 
La profondeur à l'extrémité la moins profonde est de 1,2 m et à l'extrémité la plus profonde de 1,85 m. 
Le petit bassin aux dimensions de 25x8 m est destiné aux cours de natation pour enfants.
Le centre aquatique est destiné aux athlètes, aux amateurs actifs, aux nageurs et aux aquagymnastes. La piscine est également bien adaptée aux compétitions sportives, y compris les compétitions internationales. 
Le centre aquatique Aura propose des d'activités ludiques et relaxantes pour petits et grands : toboggans, rideaux d'eau, nage à contre-courant, bain bouillonnant, hydromassage, jacuzzis sur la terrasse extérieure, salle d'hiver.
Le centre de sauna dispose de 9 saunas différents
Le centre reçoit environ 350 000 visiteurs par an et une moyenne d'environ 1 000 par jour.

## Galerie

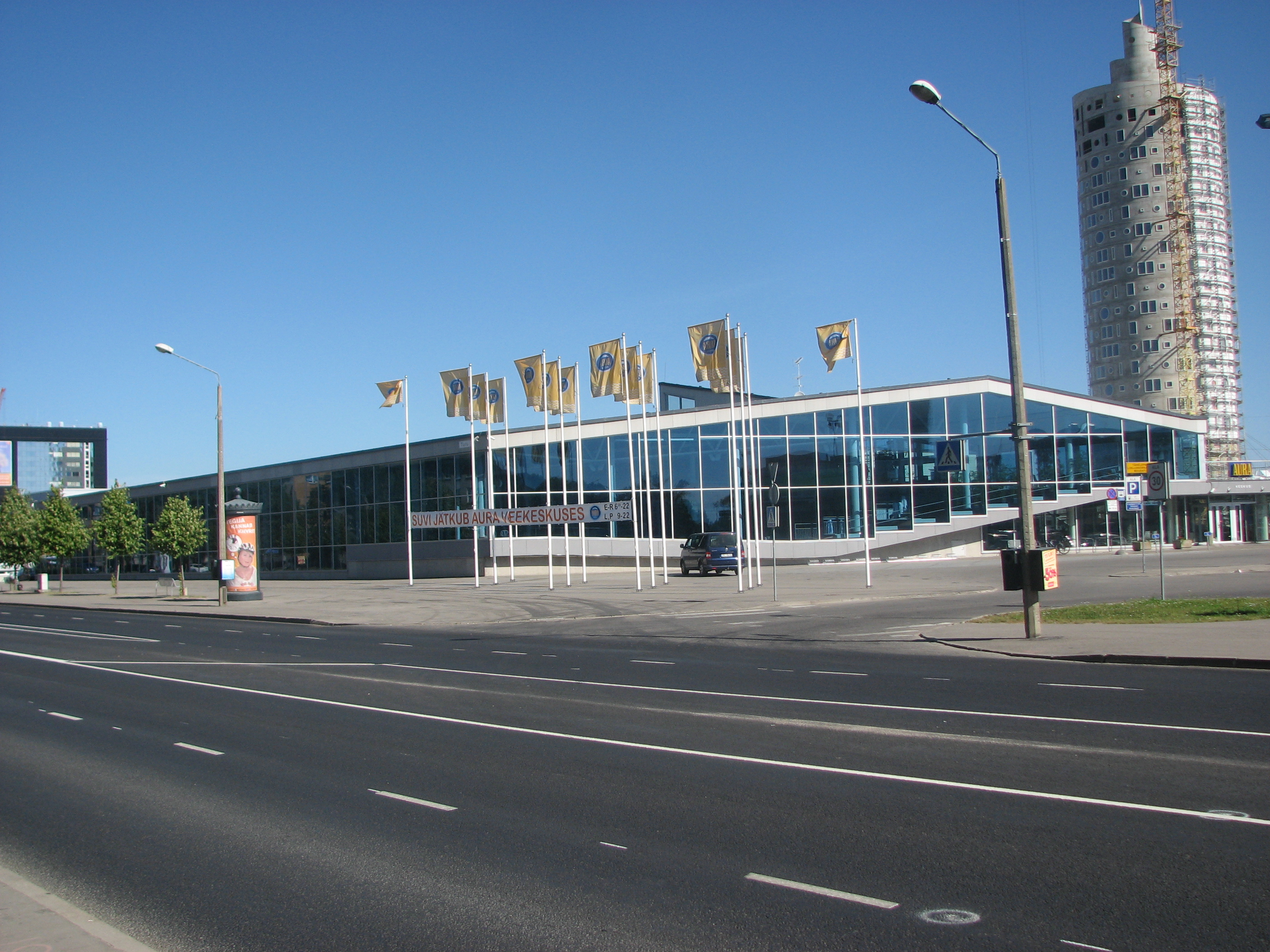